# Терешківська сільська рада (Ніжинський район)
Тере́шківська сільська́ ра́да — адміністративно-територіальна одиниця та орган місцевого самоврядування в Ніжинському районі Чернігівської області. Адміністративний центр — село Терешківка.

## Загальні відомості
Терешківська сільська рада утворена у 1918 році.
05.02.1965 Указом Президії Верховної Ради Української РСР передано Терешківську сільраду Бобровицького району до складу Ніжинського району.
- Населення ради: 369 осіб (станом на 2001 рік)

## Населені пункти
Сільській раді підпорядковані населені пункти:
- с. Терешківка

## Склад ради
Рада складається з 12 депутатів та голови.
- Голова ради: Смоленська Лідія Миколаївна
- Секретар ради: Осипенко Наталія Валентинівна

### Керівний склад попередніх скликань
| Прізвище, ім'я, по батькові | Основні відомості                                                                     | Дата обрання | Дата звільнення |
| --------------------------- | ------------------------------------------------------------------------------------- | ------------ | --------------- |
| Проха Олена Іванівна        | Сільський голова, 1968 року народження, член Всеукраїнського об'єднання «Батьківщина» | 26.03.2006   | 31.10.2010      |
| Смоленська Лідія Миколаївна | Сільський голова, 1960 року народження, освіта вища, член Партії регіонів             | 31.10.2010   |                 |

Примітка: таблиця складена за даними сайту Верховної Ради України

### Депутати
За результатами місцевих виборів 2010 року депутатами ради стали:

#### За суб'єктами висування
| Суб'єкт висування           | Кількість обраних депутатів | %    |
| --------------------------- | --------------------------- | ---- |
| Самовисування               | 11                          | 91,7 |
| Комуністична партія України | 1                           | 8,3  |

#### За округами
| № округу                    | Прізвище, ім'я, по батькові   | Дата визнання обраним | Освіта  | Партійна приналежність                        | Відомості про обраного депутата          |
| --------------------------- | ----------------------------- | --------------------- | ------- | --------------------------------------------- | ---------------------------------------- |
| Комуністична партія України |                               |                       |         |                                               |                                          |
| 8                           | Дорогінська Ольга Миколаївна  | 01.11.2010            | вища    | позапартійна                                  | пенсіонер                                |
| Самовисування               |                               |                       |         |                                               |                                          |
| 1                           | Клименко Софія Григорівна     | 01.11.2010            | середня | позапартійна                                  | пенсіонер                                |
| 2                           | Осипенко Наталія Валентинівна | 01.11.2010            | вища    | позапартійна                                  | тимчасово не працює                      |
| 3                           | Кужель Оксана Вікторівна      | 01.11.2010            | середня | позапартійна                                  | фельдшерсько-акушерський пункт, фельдшер |
| 4                           | Батрак Сергій Сергійович      | 01.11.2010            | середня | позапартійний                                 | пенсіонер                                |
| 5                           | Нагорна Любов Миколаївна      | 01.11.2010            | середня | позапартійна                                  | тимчасово не працює                      |
| 6                           | Харицька Наталія Миколаївна   | 01.11.2010            | середня | член Всеукраїнського об'єднання «Батьківщина» | Терешківський ВЗ, листоноша              |
| 7                           | Мокрієнко Раїса Володимирівна | 01.11.2010            | середня | позапартійна                                  | тимчасово не працює                      |
| 9                           | Дорогінська Вікторія Іванівна | 01.11.2010            | середня | позапартійна                                  | Терешківська сільська рада, бухгалтер    |
| 10                          | Дерновий Микола Сергійович    | 01.11.2010            | середня | член Соціалістичної партії України            | ФП «Терешківське», механізатор           |
| 11                          | Кужель Степан Михайлович      | 01.11.2010            | середня | позапартійний                                 | пенсіонер                                |
| 12                          | Лебідь Ніна Олександрівна     | 01.11.2010            | середня | член Всеукраїнського об'єднання «Батьківщина» | Терешківська сільська рада, секретар     |